# أولي مورس

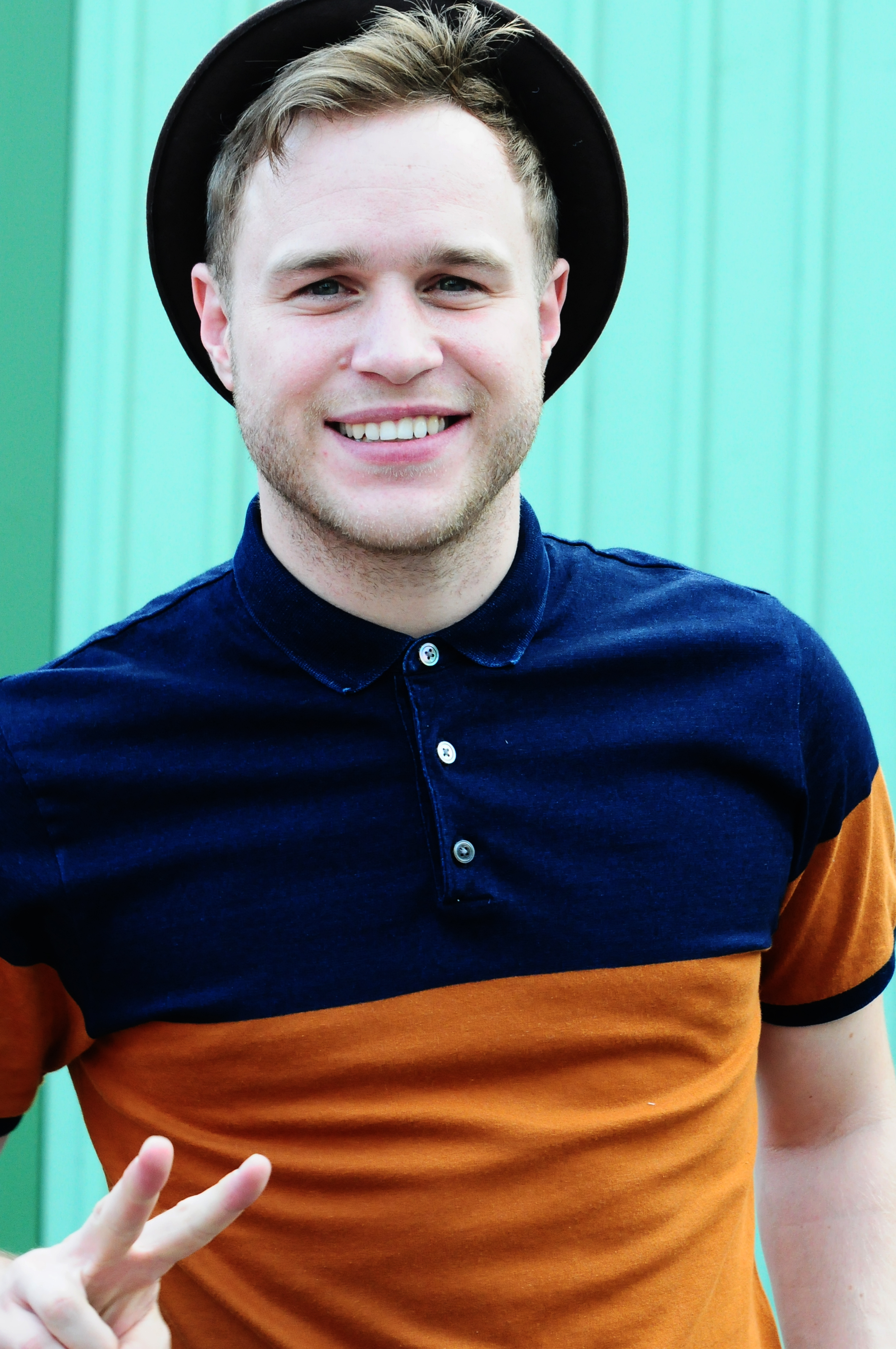
أولي مورس في 2012 في ستوكهولم في السويد

وإسمه أوليفر ستانلي مورس (بالإنجليزية: Oliver Stanley "Olly" Murs) وإسمه الفني أولي مورس وهو مغني وكاتب أغاني ومذيع تلفزيوني إنكليزي بريطاني ولد في 14 مايو 1984 في بلدة ويثام في إسكس في المملكة المتحدة، يغني البوب، وأغنيته Dear Darlin احتلت المراتب الأولى في المملكة المتحدة.

## روابط خارجية
- أولي مورس على موقع IMDb (الإنجليزية)
- أولي مورس على موقع ميوزك برينز (الإنجليزية)
- أولي مورس على موقع إن إن دي بي (الإنجليزية)
- أولي مورس على موقع أول ميوزيك (الإنجليزية)
- أولي مورس على موقع ديسكوغز (الإنجليزية)
- أولي مورس على موقع قاعدة بيانات الفيلم (الإنجليزية)